# Грибовка (Давлекановский район)
Грибовка (баш. Грибовка) — деревня в составе Поляковского сельсовета Давлекановского района Республики Башкортостан. 

## Население
| 2002 | 2009 | 2010 |
| ---- | ---- | ---- |
| 9    | ↘4   | ↘0   |

Национальный состав
Согласно переписи 2002 года, преобладающие национальности — русские (45 %), татары (33 %).

## Географическое положение
Расстояние до:
- районного центра (Давлеканово): 26 км,
- центра сельсовета (Поляковка): 8 км,
- ближайшей ж/д станции (Давлеканово): 26 км.